# Estádio Denison Fontes Souza
Estádio Denison Fontes Souza – stadion piłkarski, w Itabaianinha, Sergipe, Brazylia, na którym swoje mecze rozgrywa klub Olímpico Esporte Clube.